# چندوجهی منتظم
یک چندوجهی منتظم، چندوجهی است که گروه تقارن آن بر روی پرچم‌های آن به صورت ترایا رفتار می‌کند. یک چندوجهی منتظم، کاملاً متقارن بوده و همزمان یال-متقارن، رأس-متقارن و وجه-متقارن است. در متون کلاسیک، تعریف‌های معادل مختلفی برای چندوجهی منتظم بیان شده که یکی از متداول‌ترین آنها به صورت زیر است: «چندوجهی منتظم چندوجهی است که وجه‌های آن چندضلعی‌های منتظم هم‌نهشت بوده که به صورت یکسان به دور هر رأس قرار گرفته‌اند.»
یک چندوجهی منتظم با نماد شلفلی {n, m} نشان داده می‌شود، که n تعداد اضلاع هر وجه و m تعداد وجه‌هایی است که در هر رأس به یکدیگر می‌رسند. ۵ چندوجهی منتظم کوژ متناهی وجود دارند که با عنوان اجسام افلاطونی شناخته می‌شوند. این چندوجهی‌ها عبارتند از چهاروجهی {۳، ۳}، مکعب {۳، ۴}، هشت‌وجهی {۴، ۳}، دوازده‌وجهی {۳، ۵} و بیست‌وجهی {۵، ۳}. همچنین با در نظر گرفتن ۴ چندوجهی ستاره‌ای منتظم(چندوجهی کپلر–پوآنسو)، در مجموع ۹ چندوجهی منتظم مختلف وجود دارند.

## چندوجهی‌های منتظم
۵ چندوجهی منتظم کوژ وجود دارند که با عنوان اجسام افلاطونی شناخته می‌شوند و ۴ چندوجهی منتظم ستاره‌ای وجود دارند که با نام چندوجهی‌های کپلر-پوآنسو شناخته می‌شوند.

### اجسام افلاطونی
مشخصه اولر اجسام افلاطونی، ۲ است.
|                 |             |                |                   |                 |
| چهاروجهی {۳، ۳} | مکعب {۳، ۴} | هشت‌وجهی {۴، ۳} | دوازده‌وجهی {۳، ۵} | بیست‌وجهی {۵، ۳} |

### چندوجهی هاي کپلر-پوآنسو
|                                  |                          |                                  |                        |
| دوازده‌وجهی ستاره‌ای کوچک {۵، ۵/۲} | دوازده‌وجهی بزرگ {۵/۲، ۵} | دوازده‌وجهی ستاره‌ای بزرگ {۳، ۵/۲} | بیست‌وجهی بزرگ {۵/۲، ۳} |